# Phorbas epizoaria
Phorbas epizoaria är en svampdjursart som först beskrevs av Claude Lévi 1958.  Phorbas epizoaria ingår i släktet Phorbas och familjen Hymedesmiidae.
Artens utbredningsområde är Röda havet. Inga underarter finns listade i Catalogue of Life.